# Lake Placid (New York)
Pour les articles homonymes, voir Lake Placid.
 (septembre 2017).
Si vous disposez d'ouvrages ou d'articles de référence ou si vous connaissez des sites web de qualité traitant du thème abordé ici, merci de compléter l'article en donnant les références utiles à sa vérifiabilité et en les liant à la section « Notes et références ».
Lake Placid est un village américain de l'État de New York, situé dans le comté d'Essex.

## Géographie
Lake Placid est établi sur la rive sud du lac Placid, au milieu des montagnes Adirondacks, à 220 km au nord d'Albany et à 170 km au sud de Montréal. Son territoire s'étend sur 4 km2 au milieu de celui de la ville de North Elba. Le lac Mirror borde le village à l'est.

## Histoire
Le village est fondé au début du XIXe siècle pour les besoins des mines de fer qui venaient d'être découvertes.

## Sport
Il a accueilli deux fois les Jeux olympiques d'hiver (en 1932 et 1980), les Championnats du monde de ski nordique 1950 ainsi que les Championnats du monde IBSF en 1949, 1961, 1969, 1973, 1978, 1983, 1997, 2009, 2012 et 2025 puis les épreuves de Coupe du monde de bobsleigh et de Skeleton à multiple reprises.

## Politique et administration
Le village est dirigé par un comité administratif de trois membres élus pour un mandat de quatre ans. L'hôtel de ville (Town Hall) abrite également les autorités de la ville de North Elba.

### Liste des maires
| Période | Période  | Identité      | Étiquette   | Qualité |
| ------- | -------- | ------------- | ----------- | ------- |
| 2005    | 2009     | Jamie Rogers  |             |         |
| 2009    | 2021     | Craig Randall |             |         |
| 2021    | en cours | Art Devlin    | Républicain |         |

## Économie
Lake Placid est un village essentiellement orienté vers le tourisme (situé au milieu du parc Adirondack) et des sports d'hiver. Un aéroport, l'aéroport de Lake Placid (en) (LKP), se trouve au sud de la localité.

## Culture
- Lake Placid Film Festival

## Galerie

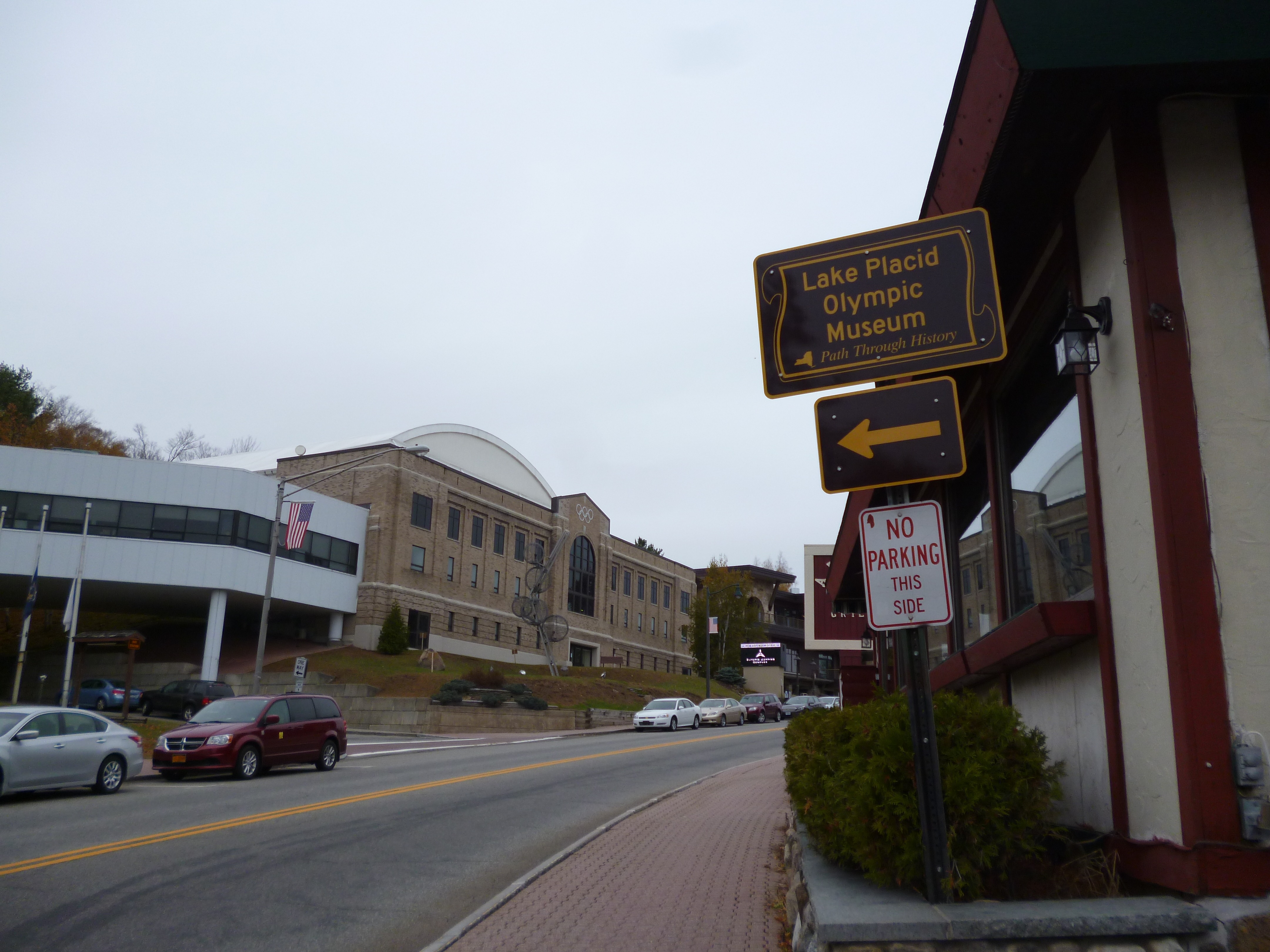
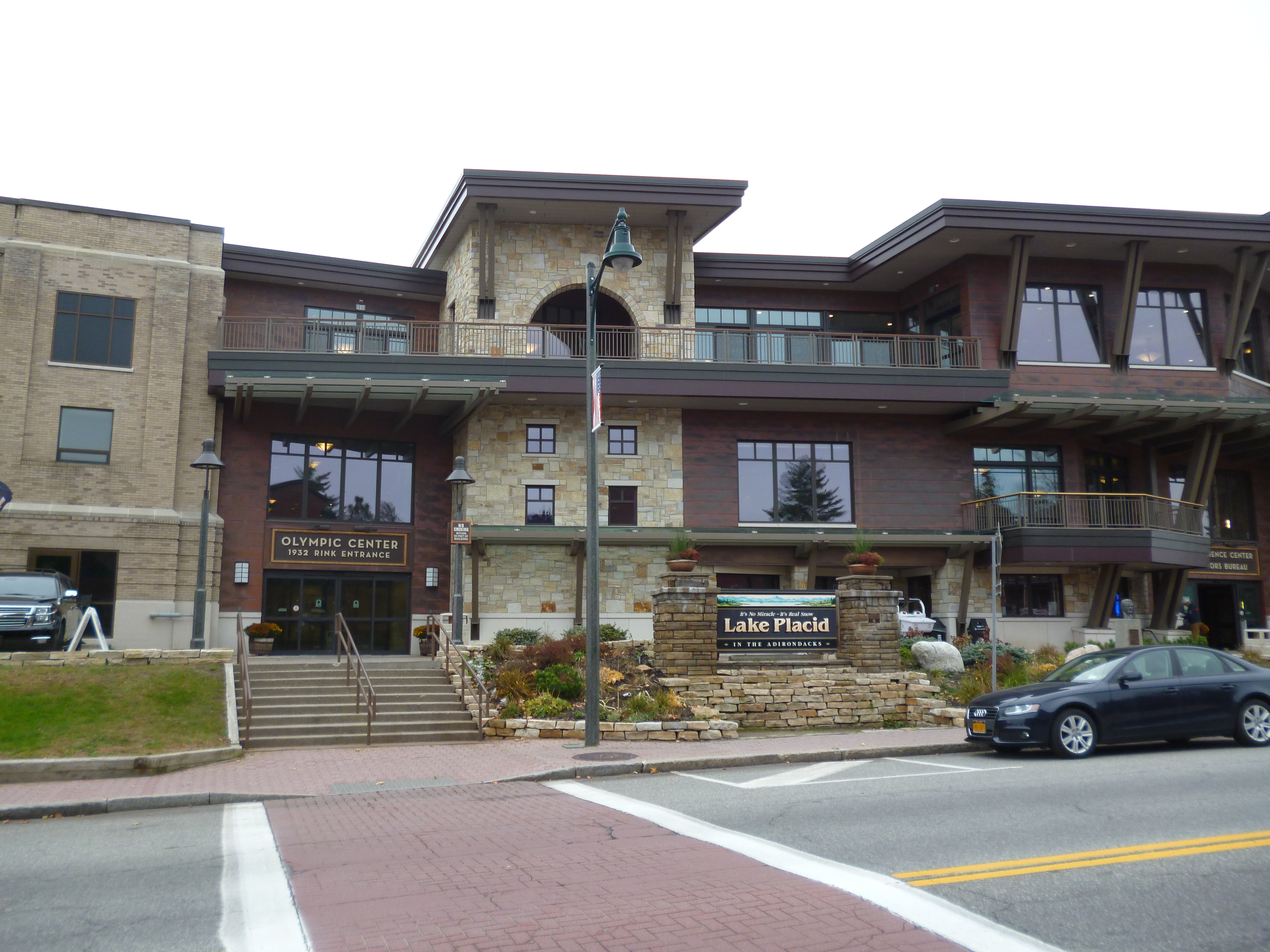
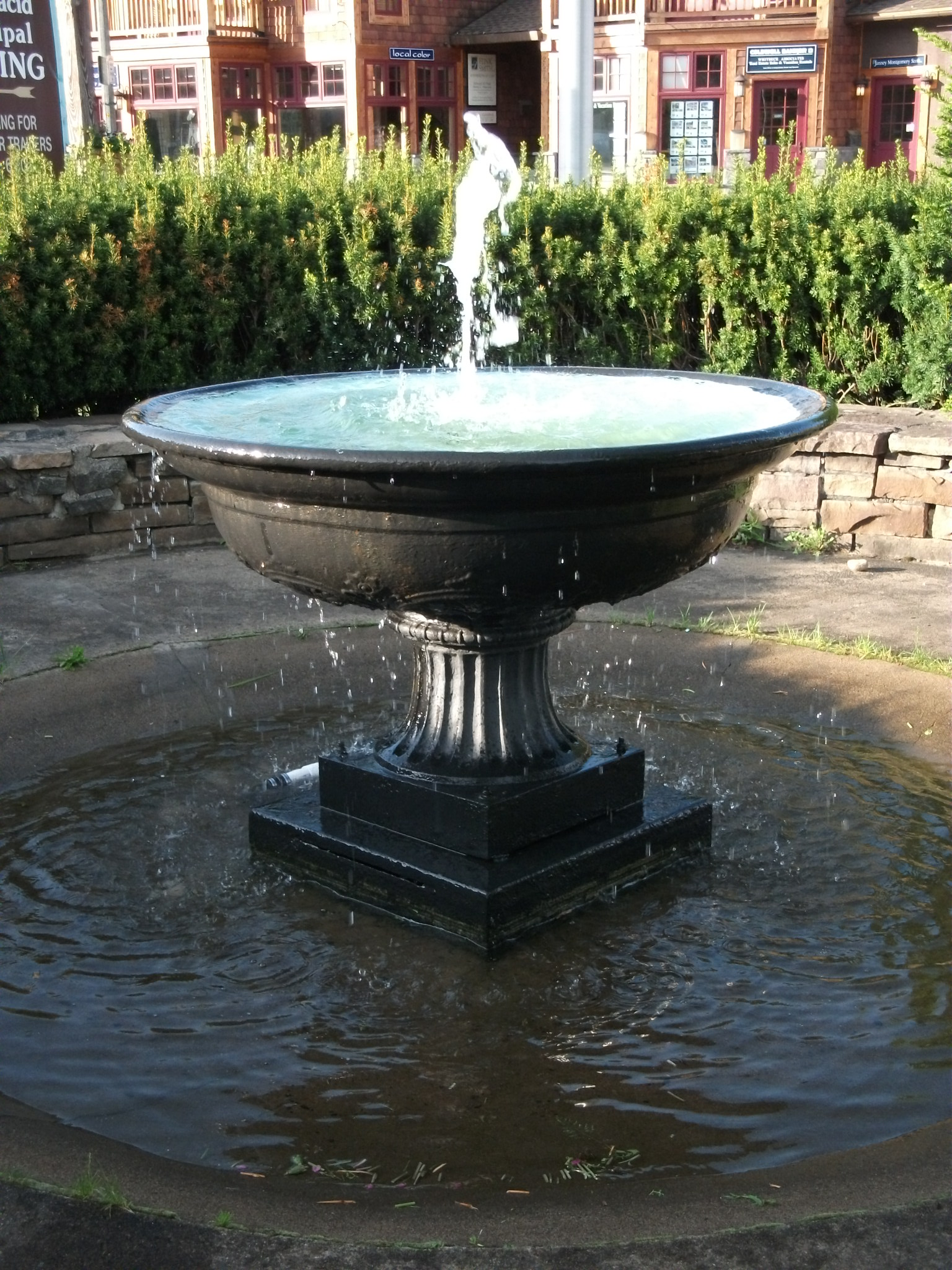
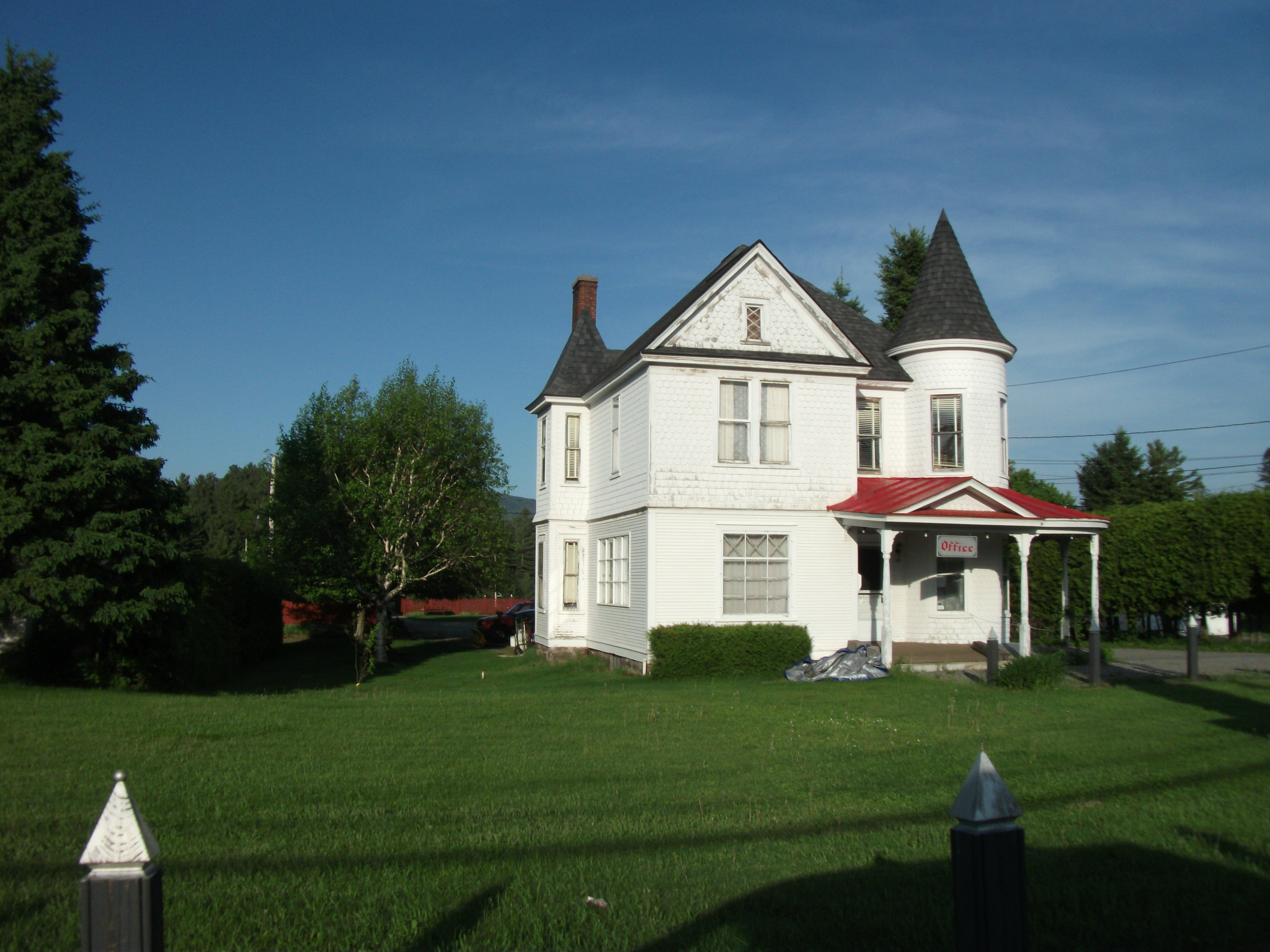

Panorama de la ville de Lake Placid avec le High School au centre et le Centre olympique à droite

"A Group of Librarians in Lake Placid" (1900)
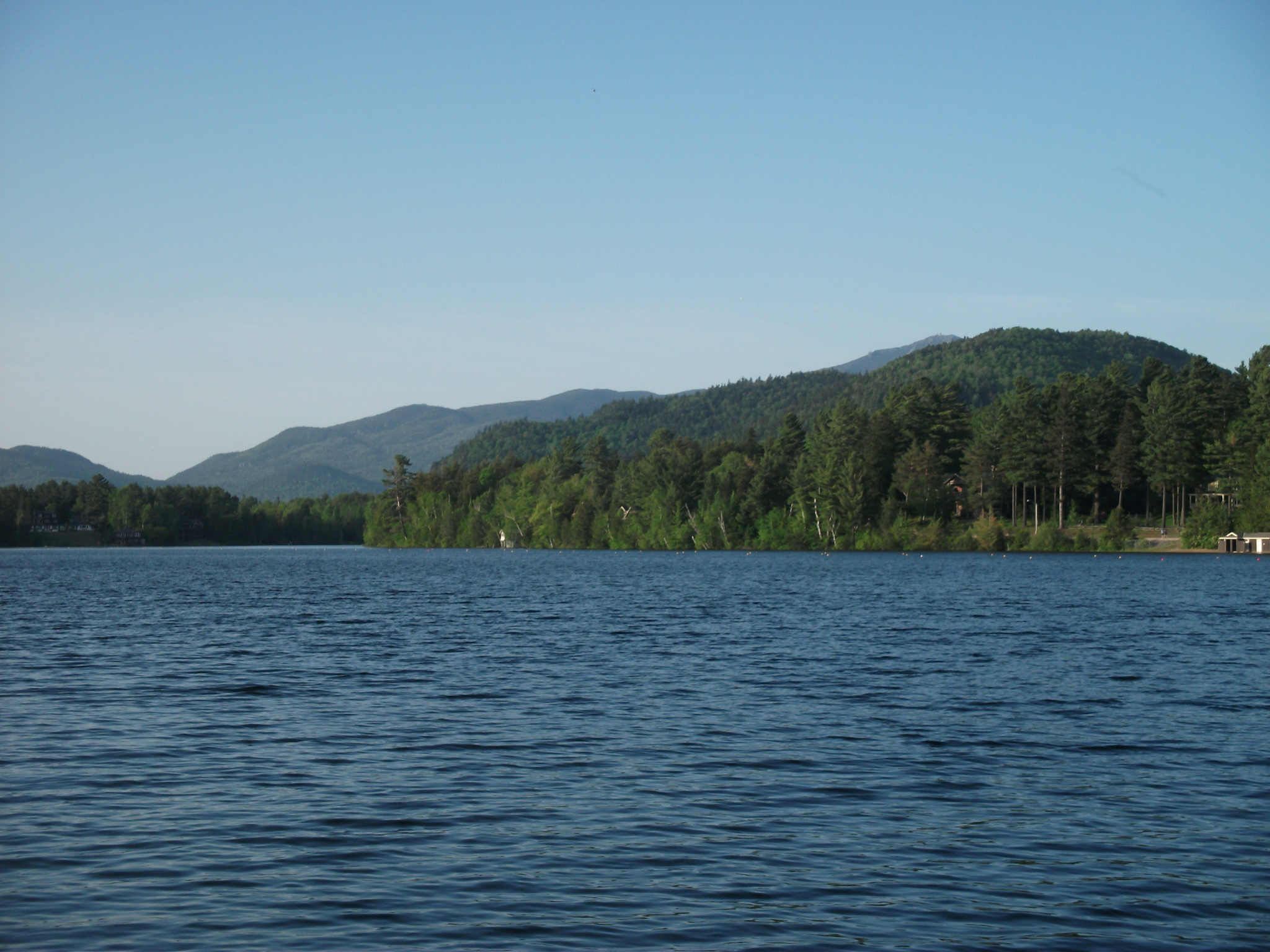
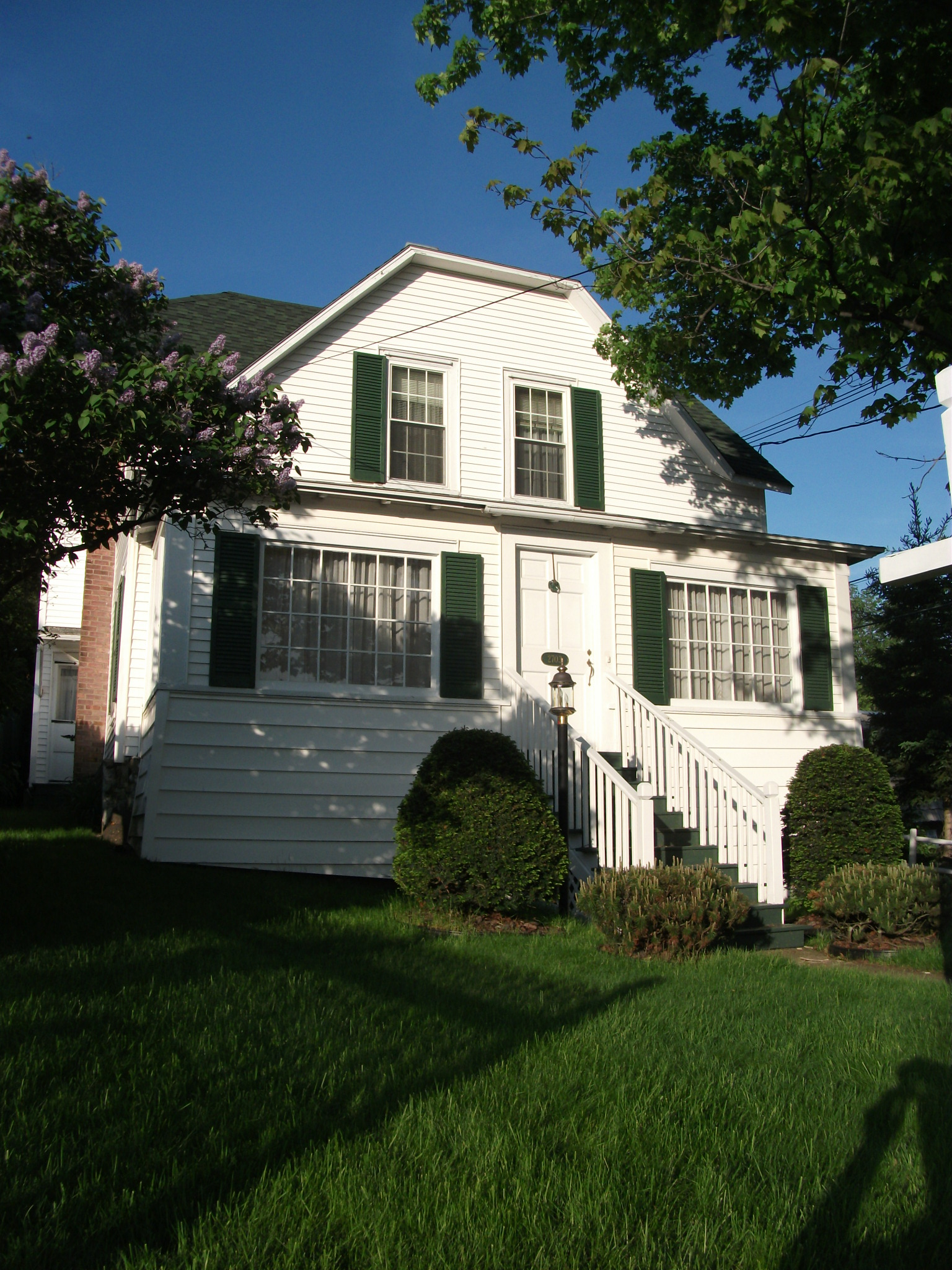
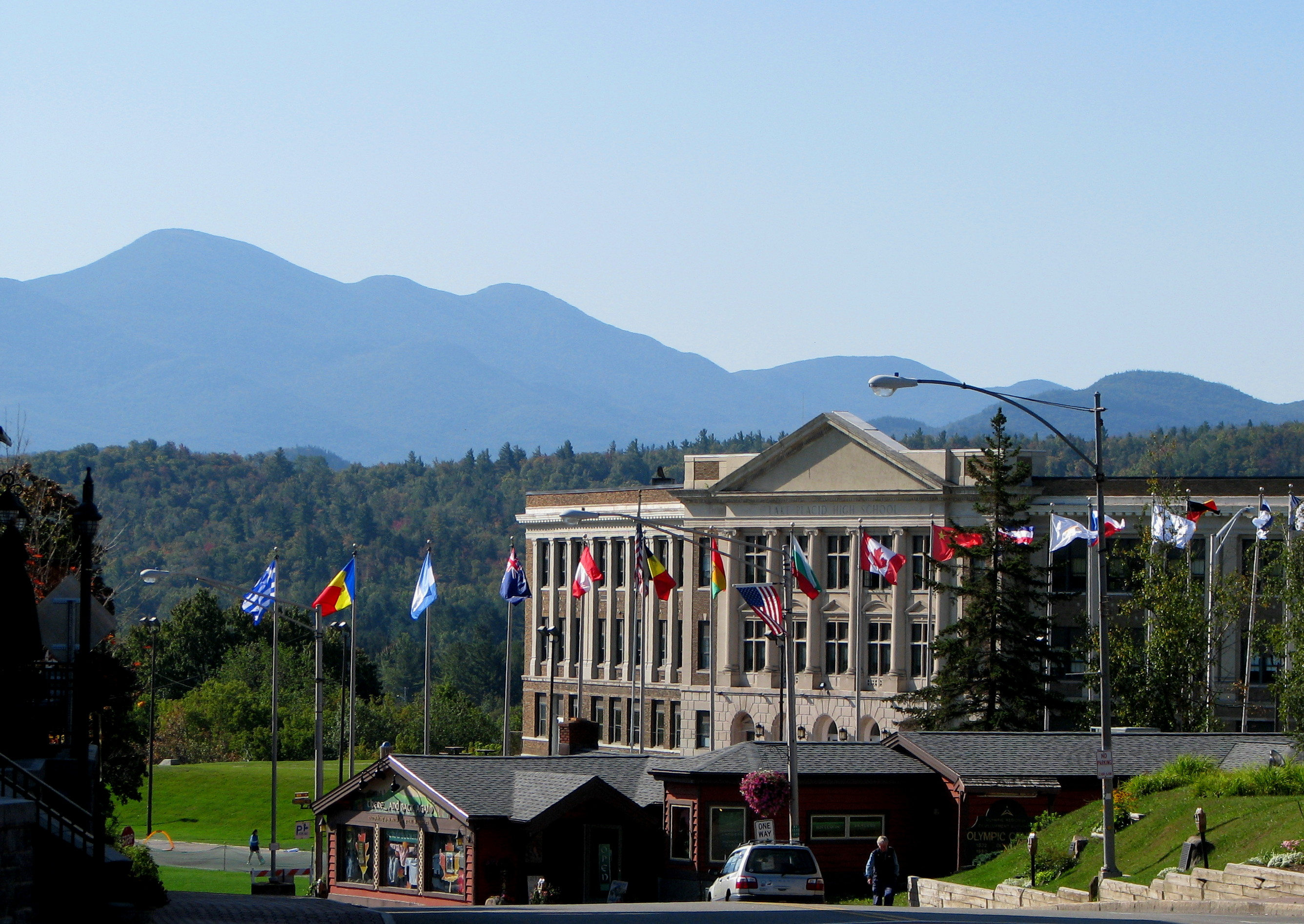
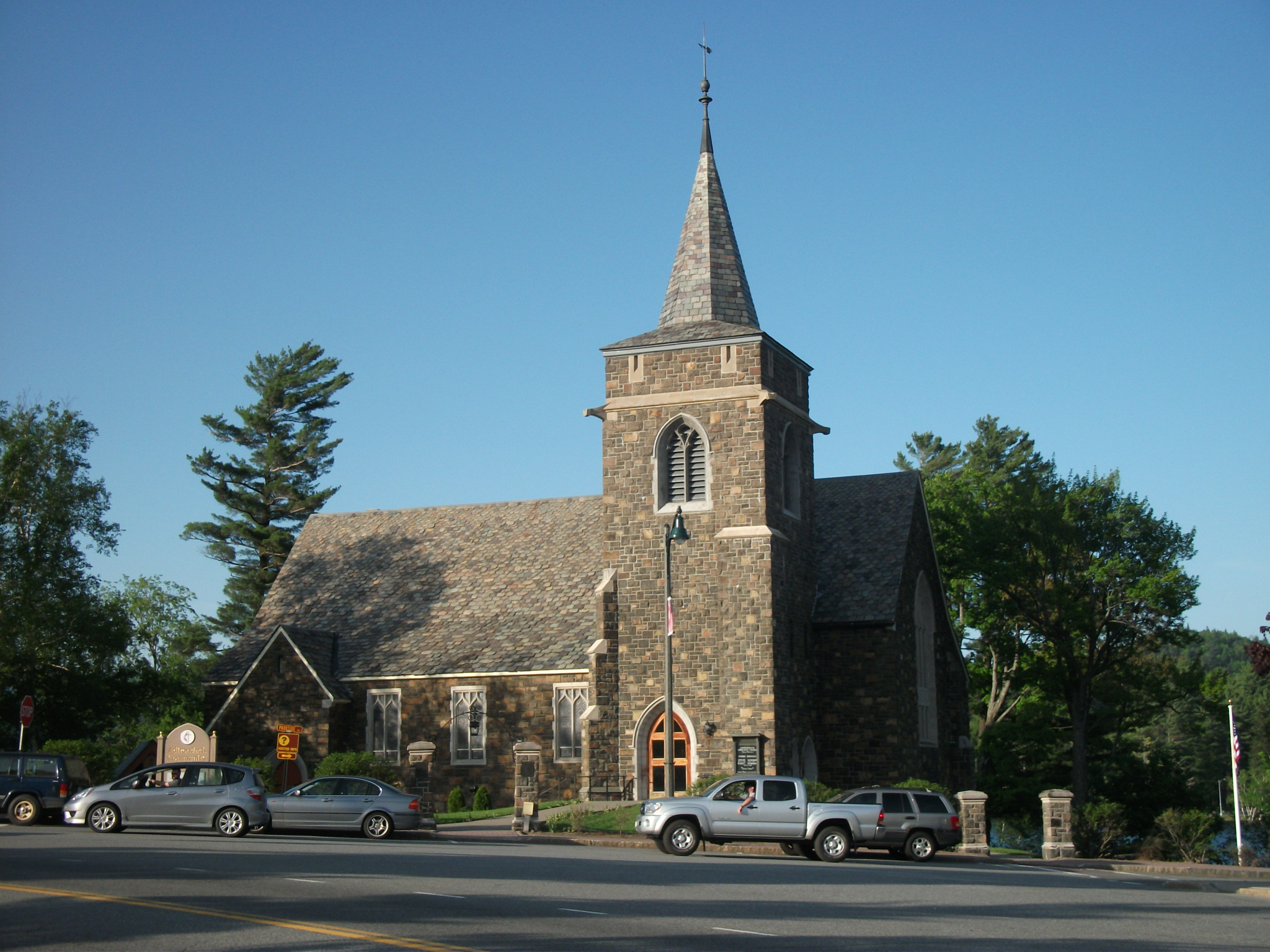
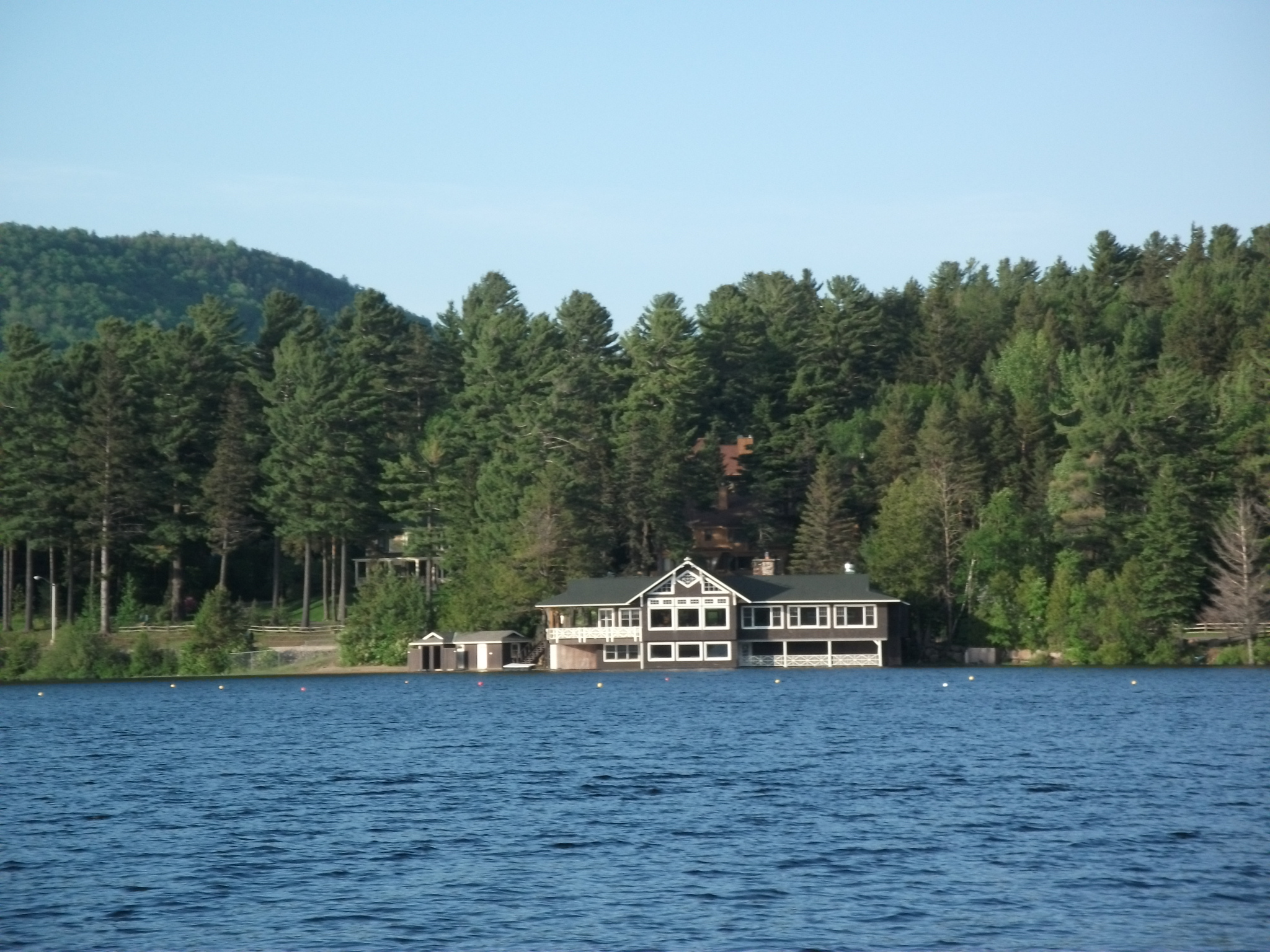
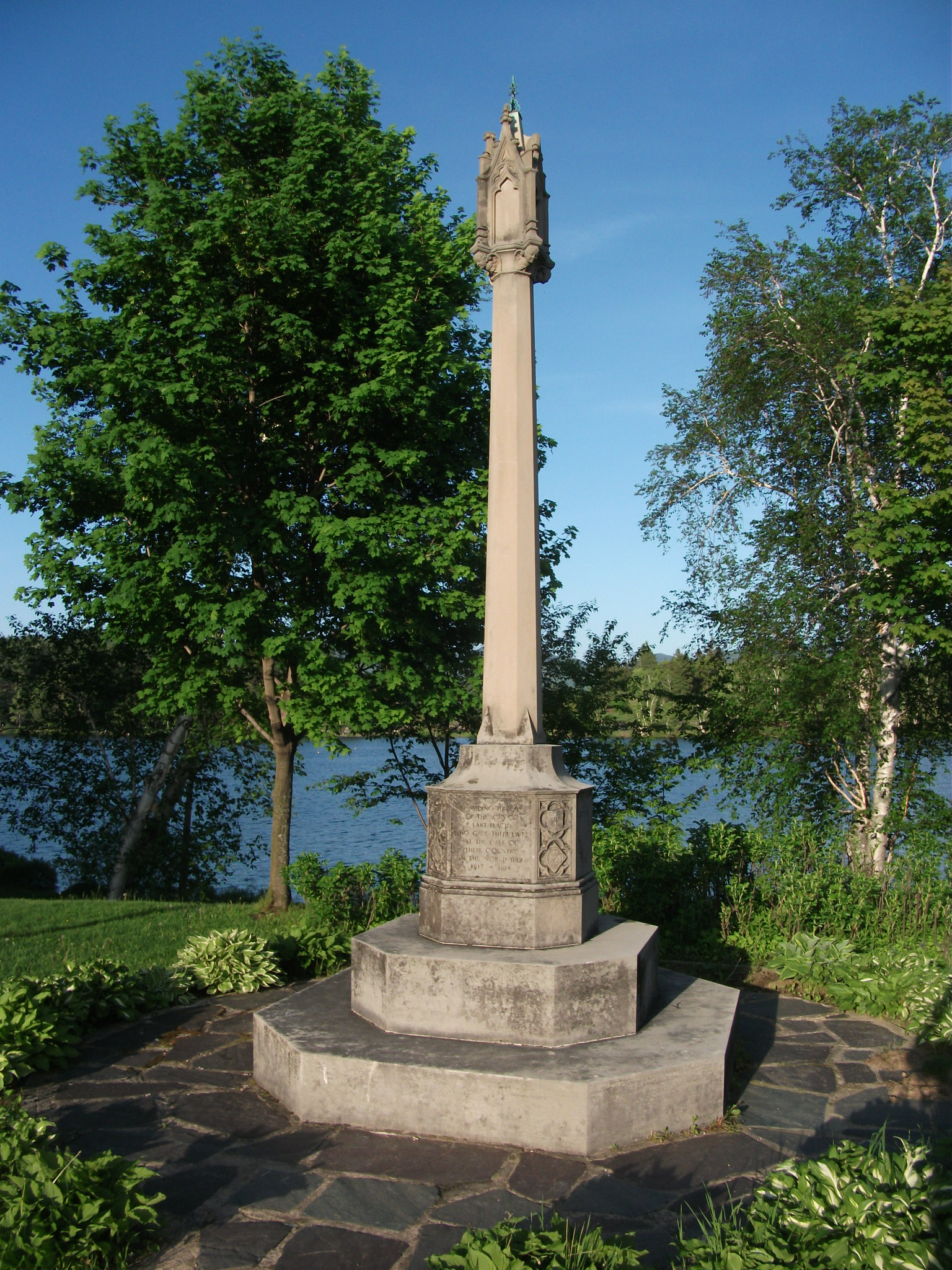

## Personnalités
La chanteuse américaine Lana Del Rey a grandi dans ce village.
Le Bobeur James Bickford est né dans ce village.